# Sustitución léxica
La sustitución léxica es un procedimiento que se utiliza para mantener fluido un texto de carácter formal . Se realiza mediante Sinonimia,
Antonimia y otros signos lingüísticos, para evitar la repetición de las palabras. Para que un texto sea coherente es necesario que el tema se mantenga constante. La coherencia depende, por lo tanto, de la tautología (expresión similar, mediante otros términos). Sin embargo, al mismo tiempo, es necesario evitar la repetición de palabras, ya que esto confunde la lectura. Para mantener constante el tema sin repetir palabras, es necesario sustituir el término ya utilizado por otro de significado similar. A este procedimiento se lo denomina sustitución léxica.
- Datos: Q6537703